# Pilsner Urquell
Pilsner Urquell – (wym.  [ˈpɪlznɐ ˈʔuːɐ̯ˌkvɛl]; nazwa czeska: Plzeňský prazdroj [ˈpl̩zɛɲskiː ˈprazdroj]) - marka jasnego piwa produkowanego w Pilźnie w Czechach przez browar Plzeňský Prazdroj a.s., należący od 2017 r. do japońskiej Asahi Group.

## Historia
Mimo że w pierwszej połowie XIX w. znana była już produkcja piwa z użyciem drożdży dolnej fermentacji, głównie w Bawarii, to jednak właśnie piwu Pilsner Urquell udało się zaistnieć w historii jako prekursor piw typu lager (dolnej fermentacji).
Kiedy po 3 latach budowy, w roku 1842 ukończono budowę Browaru Mieszczańskiego w Pilźnie, właściciele browaru (12 pilzneńskich mieszczan) zatrudnili bawarskiego piwowara Josefa Grolla, aby ten zaczął warzyć nowatorskie piwa z wykorzystaniem drożdży dolnej fermentacji. Pierwsza warka została uwarzona 5 października 1842 r. i po 37 dniach fermentacji i leżakowania, w dniu 11 listopada 1842 r. trafiła do sprzedaży. Groll zarówno drożdże jak i surowce sprowadził z Bawarii, jednak poddał słód suszeniu w dużo niższej temperaturze niż wówczas wszyscy robili. Efektem tego było uzyskanie bardzo jasnego (nie prażonego, przypiekanego) słodu, który wprowadził do piwa czystą i jasną bazę słodową. Piwo od początku charakteryzowało się jasną barwą, czystym aromatem słodowym, wyraźnym kwiatowo-ziołowym chmielem i solidną pianą. Czysty słodowo-chmielowy smak udało się uzyskać również dzięki wyjątkowo miękkiej wodzie dostarczanej do browaru, która nadawała piwu dodatkowej gładkości i lekkości. W kolejnych warkach zaczęto stosować już czeski jęczmień i chmiel z Żatca, co dodatkowo nadało piwu swoistego charakteru.
Na przestrzeni ostatnich kilkunastu dekad zmieniały się nieznacznie parametry piwa. W 1844 r. Pilsner Urquell miał 12,28% ekstraktu wagowo i 5,20% alkoholu objętościowo. W kolejnych dekadach parametry te były sukcesywnie obniżane, do obecnych 11,8% eks. i 4,4% alk. W 1859 r. zastrzeżono dla tego piwa nazwę Pilsner, natomiast w 1898 r. dodano drugi człon "Urquell" (praźródło). Piwo od początku do dziś warzone jest z użyciem rzadko już stosowanej techniki potrójnej dekokcji. 
Ze względu na swój ogromny sukces i nowatorskie podejście Pilsner Urquell zaczął być masowo naśladowany, nadając z czasem grupie piw o podobnych cechach miano stylu nazywanego pils lub pilzner.
W latach 2002−2011, ze względów ekonomicznych oraz produkcyjnych, dostępny na polskim rynku Pilsner Urquell był warzony i rozlewany na licencji przez Tyskie Browary Książęce należące do KP. Od kwietnia 2011, wraz z ukończeniem rozbudowy macierzystego browaru, piwo ponownie jest importowane bezpośrednio z browaru Plzeňský Prazdroj a.s.